# Дракона: Завръщането на воина
Дракона: Завръщането на воина (на испански: El Dragón: El regreso de un guerrero) е мексиканска теленовела, създадена от Артуро Перес-Реверте, продуцирана от W Studios в сътрудничество с Lemon Studios за Телевиса и Нетфликс през 2019 – 2020 г.
В главните роли са Себастиан Рули и Рената Нотни, а в отрицателните – Роберто Матеос и Ирина Баева. Специално участие вземат Синтия Клитбо, Касандра Санчес-Наваро, Мануел Балби, Хуан Пабло Хил и първият актьор Хосе Елиас Морено.

## Сюжет
Историята започва в град Хименес, Мексико. Там родителите на Мигел, Роберто и Лусия Гарса, умират в резултат на покушение срещу тях, но той, брат му и сестра му оцеляват. Ламберто Гарса решава да защити внуците си, като изпраща Мигел да учи извън Мексико, за да го превърне в успешен бизнесмен, изпраща Чиска в интернат в Испания, а Хорхе остава при себе си, в ранчото, откъдето контролира най-големия транспорт на наркотици в региона на Мексико.
20 години по-късно Мигел живее напълно спокойно в Япония, с приятелката си Ася, която обича дълбоко. И на всичкото отгоре той е успешен финансист. Но изведнъж той получава обаждане от Дора, съпругата на дядо си Ламберто, в което тя му казва, че трябва да отпътува скоро за Мексико, тъй като това е въпрос на живот или смърт. След завръщането си в Хименес, Мигел осъзнава, че дядо му страда от болестта на Алцхаймер и че има слабо сърце. След това Ламберто кара Мигел да види, че трябва да се грижи за семейния бизнес, и не само това, има 24 часа, за да реши дали да приеме позицията за ръководител на семейния картел, или не. Мигел без толкова много оплаквания решава да приеме позицията на новия лидер на картела на семейството си, но не се преструва на наркодилър, напротив, приема позицията като предизвикателство, тъй като смята, че може превърнете семейния бизнес в нещо друго, като например да печели пари, за да обикаля света и прави големи финансови инвестиции.
Но човекът, който го кара да вземе окончателното решение, е съпругата му Ася, която решава да се самоубие, след като научава, че страда от терминална болест. Мигел изживява своята драма и затваря вратите на сърцето си завинаги. Или поне така си мисли, докато среща Адела, весела и безкористна таксиметрова шофьорка, единствената жена след Ася, която наистина го опознава и която далеч не се впечатлява от богатството му. Мигел се приспособява към собствените си правила, тъй като светът на мафията и наркотиците му е чужд, но благодарение на японската култура той знае как да се бие като войн самурай, лекува рани с древни хилядолетни техники и говори няколко езика. Мексико е мястото, където Мигел възнамерява да се срещне отново със своите брат и сестра, но по време на пътуването си той е отвлечен в Колумбия. Там той се сблъсква с ужасни руски картели и атаките на мощна италианска мафия.

## Актьори
- Себастиан Рули – Мигел Гарса Мартинес „Дракона“
- Рената Нотни – Адела Крус
- Роберто Матеос – Алберто „Епименио“ Монкада
- Ирина Баева – Химена Ортис
- Касандра Санчес-Наваро – Франсиска „Чиска“ Гарса Мартинес
- Мануел Балби – Ектор Бернал
- Хавиер Гомес – Карлос Дуарте
- Алехандро Авила – Улисес Мурат
- София Кастро – Кения
- Хуан Пабло Хил – Хорхе Гарса Мартинес
- Алекс Дуран – Иширо
- Маурисио Пиментел – Опасния
- Едисон Руис – Тачо Гуаданя
- Наташа Домингес – Клаудия
- Габриела Карийо – Една Гонсалес
- Марсело Букет – Росарио Росике
- Сулейка Ривера – Ася
- Рубен Санс – Валентин Сория
- Синтия Клитбо – Дора Пердомо де Гарса
- Хосе Елиас Морено – Ламберто Гарса
- Алехандра Роблес Хил – Лусия Мартинес де Гарса
- Гонсало Гарсия Виванко – Роберто Гарса Пердомо
- Родриго Маса – Пиеро Скаринчи
- Жан Пол Лерьо – Трехо
- Виктор Алфредо Хименес
- Дения Агалиану – Карина Гришенко
- Фернандо Гавирия – Сандро Очоа
- Орландо Мигел – Детектив Си Джей
- Алехандро Наранхо – Владимир
- Серхио Ресио Монтес – Канело
- Кармен Муга – Исабел
- Кристиан Урибе – Раул
- Даниел Елбитар – Виктор
- Федерико Айос – Мършавия
- Алехандра Еспиноса

## Премиера
Премиерата на Дракона: Завръщането на воина е на 30 септември 2019 г. по Univision. Последният 82. епизод е излъчен на 20 януари 2020 г., а премиерата на платформата Нетфликс е на 4 октомври 2019 г.

## Продукция
Създаването на поредицата започва в резултат на среща между Артуро Перес-Реверте и Патрисио Уилс в Мадрид, които преди това създадоха за Телемундо и RTI Televisión Кралицата на Юга, поредица, която отворя пътя към „света на нарконовелите“. Процесът на създаване на теленовелата, първоначално обявен през 2016 г., изисква няколко години развитие и стотици прослушвания.
Записите започват на 13 ноември 2018 г. със заглавието Последният дракон и завършват на 25 юли 2019 г., потвърждавайки общо 82 епизода. Поредицата е създадена от испанския автор Артуро Перес-Реверте, продуцирана от Карлос Бардасано и разработена от W Studios и Lemon Studios за Телевиса. Продукцията е заснета за осем месеца на места като Токио, Мадрид, Маями и по-специално в град Мексико. Част от историята на Дракона се провежда в Япония, една от страните с най-дълга традиция в бойните изкуства. За да играе Мигел Гарса, Себастиян Рули е преминал 7-месечно обучение по айкидо.